# Julián Apaza

Banner Tupaq Kataris (Wiphala)

Julián Apaza Nina (auch Apasa Nina), bekannter unter dem Namen Tupaq Katari oder Túpac Catari (* 1750 in Ayo Ayo, Provinz Aroma (heutiges Bolivien); † 15. November 1781 in La Paz) war der Führer eines Aufstands der indigenen bäuerlichen Bevölkerung in Oberperu (Alto Perú), dem heutigen Bolivien, gegen die Spanier im Jahr 1781.

## Leben
Julián Apaza wuchs in einem Aymara-Dorf auf, wo er als Küster und Bäcker arbeitete. Er lernte nie lesen und schreiben und sprach Aymara.
Den Namen Tupaq Katari nahm er in Anlehnung an zwei andere indigene Kämpfer seiner Zeit an: José Gabriel Condorcanqui (Tupaq Amaru II.) und Tomás Catari (Tomas Katari, Dorfvorsteher von Chayanta).
Die Ziele der Aufstandsbewegung Julián Apazas gingen über diejenigen des wohlhabenden Condorcanqui hinaus, indem sie die Forderung nach Vertreibung der Spanier mit derjenigen nach dem Ende jeglicher Ausbeutung der Bauern verband. Im Gegensatz zu Condarqui richtete sich Apaza auch gegen Mestizen und einheimische Weiße (Kreolen); er selbst nannte sich Vizekönig. Auf seinem Höhepunkt nahmen 40.000 Menschen am Aufstand teil. Zweimal belagerte Julián Apaza im Jahre 1781 mit seinem Heer die Stadt La Paz, beim zweiten Mal gemeinsam mit Andrés Túpac Amaru, jedoch beide Male vergeblich. Beeinträchtigt wurde der Aufstand durch Spannungen zwischen aymarasprachigen und quechuasprachigen Aufständischen und vor allem dadurch, dass sich einige indigene Ethnien in Oberperu gegen Julián Apaza stellten. Wichtige Unterstützung bei der Organisation des Aufstands leisteten ihm seine Ehefrau Bartolina Sisa und seine Schwester Gregoria Apaza.
Der Aufstand brach zusammen, nachdem die Spanier die Provinzen, aus denen der Nachschub kam, verwüstet hatten. 1781 wurde Julián Apaza gefangen genommen und in La Paz gevierteilt. Bartolina Sisa übernahm die Aufgaben Julián Apazas, geriet aber 1782 selbst in die Hände der Spanier und wurde gemeinsam mit Gregoria Apaza in La Paz gehängt.
Die Aufstandsbewegung unter Julián Apaza am Ende des 18. Jahrhunderts gilt unter den indigenen Aufständen im kolonialen Amerika als diejenige mit der größten geographischen Ausbreitung, der stärksten Unterstützung und der längsten Dauer. Die spanische Kolonialmacht brauchte zwei Jahre, um sie zu besiegen.
Folgende Worte soll Julián Apaza gesagt haben, bevor er hingerichtet wurde:

„Naya saparukiw jiwyapxitaxa nayxarusti, waranqa, waranqanakaw tukutaw kut'anipxani…“
„Sie töten nur mich. Ich werde millionenfach zurückkehren…“